# 코스타스 스타필리디스
콘스탄티노스 "코스타스" 스타필리디스(그리스어: Κώστας Σταφυλίδης, Kostas Stafylidis, 1993년 12월 2일 ~ )는 그리스의 축구 선수로, 현재 독일 2. 분데스리가의 한자 로스토크에서 레프트 백으로 활약하고 있다.